# James Stables
James Stables (25 novembre 1860-17 février 1926) est un homme politique canadien de la Colombie-Britannique. Il est député provincial indépendant de la circonscription britanno-colombienne de Cassiar de 1900 à 1903.